# Хольфельд, Якоб
Якоб Виргилиус Хольфельд (нем. Jakob Virgilius Holfeld; 27 ноября 1835, Вена — 26 декабря 1920, Прага) — чешский клавирный педагог.
В 1847—1853 гг. учился в музыкальной школе Йозефа Прокша, затем два года работал домашним учителем музыки в Праге, после чего присоединился в качестве преподавателя к школе своего учителя, где и работал до 1876 года. В дальнейшем организовал собственную частную школу, в которой и преподавал до конца жизни. Опираясь в преподавании на произведения, прежде всего, Баха и Бетховена и используя материал и методы Ференца Листа, Хольфельд был не чужд и новых веяний, в поздние год разбирая с учениками, например, сочинения Рихарда Штрауса и Макса Регера. Учебник фортепианной игры Хольфельда остался неоконченным, а его хоровые и фортепианные сочинения — неизданными. Наиболее заметными учениками Хольфельда были Вилем Курц и Эрвин Шульгоф.